# Kristina Il'inych
Kristina Alekseevna Il'inych (in russo Кристина Алексеевна Ильиных?; Ekaterinburg, 27 novembre 1994) è una tuffatrice russa specialista nel trampolino 1 m e 3 m.

## Carriera
Il'inych ha preso parte ai campionati mondiali giovanili svolti in Australia nel 2012 piazzandosi al nono posto nel trampolino 3 m. L'anno successivo ha debuttato a livello senior partecipando agli Europei di Rostock 2013, giungendo quinta nel sincro 3 m insieme a Maria Polyakova e non riuscendo a raggiungere da individualista la finale dalla stessa altezza. Sale alla ribalta durante i campionati europei di Berlino 2014 laureandosi vicecampionessa da 1 m; in seguito, in occasione dei campionati europei di Rostock 2015, vince anche una medaglia d'argento dai 3 m, e lo stesso anno disputa pure i Mondiali di Kazan'.
Kristina Il'inych ha fatto parte della nazionale russa che ha disputato i Giochi olimpici di Rio de Janeiro 2016 giungendo al 15º posto nelle semifinali del trampolino 3 m. Agli Europei di Kiev 2017 vince la sua prima medaglia d'oro nel sincro 3 m insieme a Nadežda Bažina, e insieme alla stessa Bažina ottiene pure il bronzo ai Mondiali di Glasgow 2018 nella medesima specialità.
Diventa vicecampionessa europea nel trampolino 3 m nel corso dei campionati di Kiev 2019, classificandosi seconda, con 292.60 punti, dietro l'olandese Inge Jansen (293.85 punti) e precedendo la tedesca Tina Punzel (290.15 punti). Guadagna inoltre il bronzo nel trampolino 1 m.

## Palmarès
- Mondiali

Budapest 2017: bronzo nel sincro 3 m.
- Europei di nuoto/tuffi

Berlino 2014: argento nel trampolino 1 m.
Rostock 2015: argento nel trampolino 3 m.
Londra 2016: bronzo nel sincro 3 m.
Kiev 2017: oro nel sincro 3 m.
Glasgow 2018: bronzo nel sincro 3 m.
Kiev 2019: argento nel trampolino 3 m e bronzo nel trampolino 1 m.
Budapest 2020: oro nella squadra mista
- Giochi mondiali militari

Wuhan 2019: argento nel sincro 3 m; bronzo nel trampolino 1 m, nel trampolino 3 m e nella gara a squadre.